# Episodi di Mako Mermaids - Vita da tritone (terza stagione)
La terza stagione di Mako Mermaids - Vita da tritone, composta da 16 episodi, è stata trasmessa sul canale Eleven dal 15 maggio 2016. È stata resa disponibile in streaming online on demand su Netflix il 27 maggio 2016 in lingua inglese, ma non in Italia. Doppiata in italiano va in onda dal 4 al 25 luglio 2016 su Disney Channel (Italia) e dal 12 maggio 2018 su Rai Gulp.
| nº | Titolo originale        | Titolo italiano            | Prima TV Australia | Prima TV Italia |
| -- | ----------------------- | -------------------------- | ------------------ | --------------- |
| 1  | East Meets West         | La nuova sirena            | 15 maggio 2016     | 4 luglio 2016   |
| 2  | Seeing Is Believing     | Caccia al mostro marino    | 22 maggio 2016     | 5 luglio 2016   |
| 3  | Recipe for Success      | Cucinare come da ricetta   | 27 maggio 2016     | 6 luglio 2016   |
| 4  | Mopping Up              | Gioco di squadra           | 27 maggio 2016     | 7 luglio 2016   |
| 5  | The Puzzle Box          | Scatola puzzle             | 27 maggio 2016     | 8 luglio 2016   |
| 6  | New Beginnings          | Una nuova vita             | 27 maggio 2016     | 11 luglio 2016  |
| 7  | Turning the Tide        | Inverti l'energia          | 27 maggio 2016     | 12 luglio 2016  |
| 8  | The Way of the Dragon   | Trappola per il drago      | 27 maggio 2016     | 13 luglio 2016  |
| 9  | Reversal of Fortune     | Incantesimo a distanza!    | 27 maggio 2016     | 14 luglio 2016  |
| 10 | Wishful Thinking        | La conchiglia dei desideri | 27 maggio 2016     | 15 luglio 2016  |
| 11 | Lost and Found          | Scomparsa e ritrovata      | 27 maggio 2016     | 18 luglio 2016  |
| 12 | Trust Issues            | L'appuntamento             | 27 maggio 2016     | 19 luglio 2016  |
| 13 | Letting Go              | Il richiamo della sirena   | 27 maggio 2016     | 20 luglio 2016  |
| 14 | Age Before Beauty       | Una scelta difficile       | 27 maggio 2016     | 21 luglio 2016  |
| 15 | The Legend of Jiao Long | Il bracciale               | 27 maggio 2016     | 22 luglio 2016  |
| 16 | Homecoming              | Scontro finale             | 27 maggio 2016     | 25 luglio 2016  |

## La nuova sirena
- Titolo originale: East Meets West / A Visit from the East (Netflix)
- Scritto da: Sam Carroll
- Diretto da: Evan Clarry

### Trama
Ondina, Mimmi e Evie si stanno godendo la loro amicizia, mentre Sirena è andata in vacanza alle Hawaii con sua sorella Aquata. Veridia assegna a Ondina un compito speciale consono ai suoi talenti, quello di fare da insegnante alle sirenette del gruppo. Tuttavia, una di loro, Amaris, si allontana da sola e rimane impigliata in una rete da pesca, rischiando di essere scoperta dagli umani. Weilan, una sirena proveniente da Shanghai, la salva davanti agli occhi di Ondina, che la prende subito in antipatia a causa della sua insolenza. Quella sera, le sirene incontrano un enorme drago d'acqua e, mentre scappano, David e suo fratello attirano accidentalmente l'attenzione del mostro con la loro barca. Weilan spiega che l'obiettivo del drago è distruggere tutte le sirene, come ha già fatto con il suo gruppo, quello delle sirene dell'est.
- Altri interpreti: Dominic Deutscher (Cam), Rowan Hills (David), Brooke Lee (Carly), Natalie O'Donnell (Veridia), Nick Wright (Joe), Emily Robinson (Amaris), Savannah McDaniel (Naia), Summer Robertson (Ava), Milly Walton (Jewel), Kerith Atkinson (Rita)

## Caccia al mostro marino
- Titolo originale: Seeing Is Believing
- Scritto da: Mark Shireffs
- Diretto da: Evan Clarry

### Trama
La tensione tra Ondina e Weilan si accresce quando quest'ultima mette in disordine la grotta di Rita e Ondina la incolpa di aver condotto il drago a Mako, mettendo in pericolo il gruppo. Al parco marino, Mimmi rincontra Chris, che è tornato dal programma di addestramento delfini in America insieme al suo nuovo amico Karl. Intanto, Joe informa il parco del drago marino avvistato la notte precedente, perciò il direttore invia Chris e Karl a Mako a cercarlo. Chris trova la Pozza della Luna e Ondina riesce a malapena a non essere vista mentre è una sirena. Le ragazze usano poi i loro poteri per convincere Chris e Karl che il drago non era altro che un geyser, e Ondina e Weilan fanno pace.
- Altri interpreti: Dominic Deutscher (Cam), Taylor Glockner (Chris), Nick Wright (Joe), Paul Bishop (dottor Ross), Emily Robinson (Amaris), Savannah McDaniel (Naia), Summer Robertson (Ava), Milly Walton (Jewel), Kerith Atkinson (Rita)

## Cucinare come da ricetta
- Titolo originale: Recipe for Success
- Scritto da: Max Dann
- Diretto da: Evan Clarry

### Trama
Weilan si iscrive al liceo locale e diventa la compagna di studio di Zac quando questi fallisce un esame. Volendo disperatamente superare quello successivo, il ragazzo le chiede di utilizzare un incantesimo per trasferire dalla testa di lei a quella di lui le nozioni di biologia. Inizialmente sembra che la magia non funzioni, ma, quando Weilan e Zac si svegliano il mattino dopo, scoprono con orrore di essersi scambiati i capelli. Grazie all'incantesimo, Zac supera facilmente l'esame, ma la professoressa sospetta che abbia imbrogliato. Rita decide che il modo migliore per sistemare la cosa è fargli ripetere il test, ma la situazione peggiora quando Weilan e Zac si scambiano anche le voci. Mimmi e Ondina riescono ad annullare l'incantesimo e a riportarli alla normalità prima che si scambino completamente i corpi, poi Zac ridà l'esame e lo supera da solo.
- Altri interpreti: Dominic Deutscher (Cam), John O'Brien (dottor Blakely(, Laura Keneally (signora Blakely), Barbara Lowing (professoressa Trumble), Kerith Atkinson (Rita)

## Gioco di squadra
- Titolo originale: Mopping Up
- Scritto da: Anthony Morris
- Diretto da: Evan Clarry

### Trama
Ondina inizia a insegnare a Evie ad utilizzare l'anello della luna per spostare gli oggetti con la telecinesi. Più tardi, a casa, Evie lo usa per costringere lo spazzolone a pulire il pavimento al posto suo, ma l'utensile sviluppa una coscienza propria e inizia a saltellare per l'abitazione. Evie, Zac e le tre sirene cercano di fermarlo prima che il padre della ragazza rincasi. Intanto, siccome Joe possiede una parte della caffetteria, annuncia la decisione di chiuderla per risparmiare i soldi. Per salvare il locale, Cam utilizza i suoi risparmi per acquistare la quota di Joe e diventare comproprietario della caffetteria con David.
- Altri interpreti: Dominic Deutscher (Cam), Rowan Hills (David), Brooke Lee (Carly), Nick Wright (Joe), Steve Harman (Doug), Alastair Bruce Wuth (tastierista), Alastair Page (batterista), Matthew Roy Gardener (bassista)

## Scatola puzzle
- Titolo originale: The Puzzle Box
- Scritto da: Phil Enchelmaier
- Diretto da: Evan Clarry

### Trama
Weilan suggerisce di incantare una scatola puzzle cinese per fare in modo che riesca ad intrappolare il drago d'acqua. Dopo averla cercata al mercato delle pulci, lei e Ondina riescono a comprarne una dall'antiquario Shen. L'incantesimo all'inizio non sembra funzionare, ma più tardi la scatola si attiva risucchiando Poseidone. Quando Weilan porta l'oggetto a scuola, anche l'insegnante di scienze viene aspirata per sbaglio al suo interno. La ragazza riesce a liberare sia il gatto che lei, constatando che fortunatamente non ricorda niente. Concordando che la scatola è troppo pericolosa, le sirene la distruggono. Intanto, Carly propone a Cam di frequentare insieme delle lezioni di ballo, ma il ragazzo ferisce i suoi sentimenti definendo l'idea "stupida" senza sapere che lei sta ascoltando. Per salvare la loro relazione, Cam si fa insegnare qualche passo di danza da Zac e invita Carly a ballare alla caffetteria, rendendola felice.
- Altri interpreti: Dominic Deutscher (Cam), Rowan Hills (David), Brooke Lee (Carly), Barbara Lowing (professoressa Trumble), Jon-Claire Lee (zio Shen), Alastair Bruce Wuth (tastierista), Alastair Page (batterista), Matthew Roy Gardener (bassista), Kerith Atkinson (Rita)

## Una nuova vita
- Titolo originale: New Beginnings
- Scritto da: Sam Carroll
- Diretto da: Evan Clarry

### Trama
Una squadra del parco marino esce a salvare dei delfini spiaggiati, lasciando a Karl e Mimmi alcune incombenze da svolgere in giro per il parco. Presto Mimmi inizia a preoccuparsi per una delfina che sembra malata. Parlandoci, apprende che è angosciata perché è entrata in travaglio e vuole l'aiuto di una sua compagna. Dopo aver convinto Karl ad aiutarla, il parto viene completato con successo. Chris si interessa maggiormente a Mimmi quando il collega gli racconta del fatto. Nel frattempo, Evie chiede ad Ondina di insegnarle degli incantesimi più avanzati con l'anello lunare, finendo con il far levitare Ondina e Weilan senza riuscire a riportarle a terra. Nel panico, corre a cercare Mimmi, lasciandole a galleggiare in aria. Per spezzare la magia, le due sirene sono costrette a mettere da parte le loro differenze e a lavorare insieme.
- Altri interpreti: Dominic Deutscher (Cam), Brooke Lee (Carly), Taylor Glockner (Chris), Mikey Wulff (Karl), Paul Bishop (dottor Ross), Cameron Caulfield (Ned)

## Inverti l'energia
- Titolo originale: Turning the Tide
- Scritto e diretto da: Evan Clarry

### Trama
Mentre le sirene si preparano al prossimo incontro con il drago, Weilan dà dimostrazione di un potente incantesimo delle sirene dell'est chiamato "inverti l'energia", che riflette le magie offensive rispedendole al mittente. Mimmi propone che lei e Ondina sostituiscano David al lavoro per permettergli di recarsi a Mako per un compito scolastico. Determinata ad imparare l'incantesimo cinese, Ondina si esercita nella ghiacciaia della caffetteria, cacciandosi dei guai quando Joe arriva all'improvviso e si ritrova davanti una sfera d'acqua galleggiante. Anche Zac, intanto, vuole apprendere la stessa magia, e Weilan gli dà lezioni a Mako. Evie fraintende il rapporto che c'è tra loro quando li vede da soli, ma Zac riesce a chiarire la situazione.
- Altri interpreti: Dominic Deutscher (Cam), Brooke Lee (Carly), Rowan Hills (David), Nick Wright (Joe), Kerith Atkinson (Rita)

## Trappola per il drago
- Titolo originale: The Way of the Dragon
- Scritto e diretto da: Evan Clarry

### Trama
Il gruppo delle sirene di Mako è deciso a sconfiggere il drago durante la luna piena. Veridia, però, incarica Ondina e Mimmi di tenersi alla larga e badare invece alle sirenette. Scontente, le due disubbidiscono agli ordini e si uniscono alla lotta. Nel frattempo, Zac e Weilan si preparano ad attuare il loro piano, che consiste nel far sì che Zac attiri il drago nella pozza della luna prima di usare l'incantesimo per invertire l'energia per respingere i suoi attacchi. Per non avere il gruppo tra i piedi, Weilan inganna Veridia sostenendo che la tattica migliore sia nascondersi ad ovest di Mako e cogliere di sorpresa il drago, quando questi apparirà invece a est. Sentendo puzza di bruciato, Evie mette alle strette Weilan e, scoperto il piano, nuota rapidamente fino a Mako, giungendo nella pozza per prima. Lei e Zac affrontano da soli il drago e la ragazza viene colpita, smettendo di essere una sirena. Invece di annientare anche Zac, però, il drago lo annusa e ne va. In seguito, Ondina aggredisce Weilan per aver mentito al gruppo e fatto perdere a Evie la coda e i poteri.
- Altri interpreti: Dominic Deutscher (Cam), Brooke Lee (Carly), Kerith Atkinson (Rita), Natalie O'Donnell (Veridia), Jessica Louise Stafford (membro del concilio delle sirene #1), Jacqueline Tan (membro del concilio delle sirene #2)

## Incantesimo a distanza!
- Titolo originale: Reversal of Fortune
- Scritto e diretto da: Evan Clarry

### Trama
Weilan sente Ondina incolparla della sorte di Evie e scappa via, imbattendosi nello zio Shen, al quale confida in lacrime di volersene andare dalla città per sempre. Shen prova a consolarla, spiegandole che così facendo i suoi problemi non si risolveranno, ma la ragazza è convinta che in tal modo il drago la seguirà e Mako non sarà più in pericolo. Intanto, Ondina e Mimmi tentano un incantesimo per far tornare Evie una sirena, ma la magia si ritorce contro Ondina, che non riesce più a riacquistare le gambe dopo essersi asciugata. Mentre Weilan si prepara ad andarsene, Ondina le chiede scusa, convincendola a rimanere. Le due si riappacificano e, utilizzando un incantesimo cinese, Weilan riesce a ridare le gambe a Ondina. Evie restituisce l'anello della luna a Rita, perdona Weilan e decide che è giunto il momento di godere dei benefici derivanti dall'essere di nuovo una ragazza normale, proponendo a suo padre di uscire per un'immersione.
- Altri interpreti: Dominic Deutscher (Cam), Brooke Lee (Carly), Steve Harman (Doug), Barbara Lowing (professoressa Trumble), Jon-Claire Lee (zio Shen), Kerith Atkinson (Rita)

## La conchiglia dei desideri
- Titolo originale: Wishful Thinking
- Scritto da: Phil Enchelmaier
- Diretto da: John Hartley

### Trama
Zac trova una conchiglia molto bella sott'acqua. Più tardi, quando le sirene vanno a trovarlo e vedono una sua foto di quando era piccolo, il ragazzo esprime casualmente il desiderio che possano vederlo com'era a quei tempi. Improvvisamente la conchiglia si attiva e spedisce le ragazze nel passato, dove incontrano Zac bambino che, confuso, chiede loro chi siano, al che Weilan risponde che sono delle aliene. Resesi conto di essere tornate nel passato quando Rita non le riconosce, capiscono che è opera della conchiglia e tornano a casa di Zac per cercarla. Intanto, nel presente, il ragazzo si ritrova in un mondo alternativo dove Cam e Evie stanno insieme, Rita si è trasferita e tutti credono che lui sia ossessionato dagli alieni. Nel passato, le sirene trovano la conchiglia, ma il giovane Zac le supplica di restare e Ondina gli risponde per le rime, ferendo i suoi sentimenti. Dopo aver convinto Rita che vengono dal futuro, la donna rivela che la conchiglia fa avverare i desideri e che solo Zac, che l'ha trovata, può utilizzarla. Mimmi, Ondina e Weilan lo trovano alla festa di compleanno di Evie e si scusano con lui, che le scongiura di dimostrare agli altri che sono delle aliene. Il trio, però, finge di non sapere di cosa stia parlando, e Zac viene umiliato dagli amici. Per rimediare, Mimmi dà una piccola prova dei suoi poteri. Il bambino, poi, usa la conchiglia per rimandarle a casa e il presente torna a essere com'era.
- Altri interpreti: Dominic Deutscher (Cam), Brooke Lee (Carly), Kerith Atkinson (Rita), Rowan Hills (David), John O'Brien (dottor Blakely), Laura Keneally (signora Blakely), Steve Harman (Doug), Barbara Lowing (professoressa Trumble)

## Scomparsa e ritrovata
- Titolo originale: Lost and Found
- Scritto da: Sam Carroll
- Diretto da: John Hartley

### Trama
Ondina e Weilan organizzano una lezione su Mako per insegnare alle sirenette ad usare le gambe, ma Amaris si allontana da sola per esplorare i dintorni. Intanto Chris e Karl si dirigono sull'isola per osservare le tartarughe dalla stessa spiaggia dove si trovano le sirene, perciò Mimmi accorre dalle amiche per avvisarle dell'imminente pericolo. Mentre le sue amiche vengono messe in salvo, Amaris si imbatte nei due ragazzi e, spaventata, fugge. Chris, Karl e le tre sirene si mettono a cercarla insieme, ma la bambina continua a nascondersi, intimorita dalla gente di terra. Finisce così per cadere nel cunicolo che porta alla pozza della luna e riesce a nuotare indietro fino alla spiaggia, dove Ondina riesce infine a trovarla. Amaris si scusa per aver fatto impensierire tutti e promette di non allontanarsi più da sola. Nel frattempo, al bar, Cam suggerisce di modificare la ricetta del loro panino più popolare per risparmiare, ma David è contrario all'idea, perciò chiedono a Zac di assaggiare i due diversi hamburger, e il ragazzo decreta che quello già in vendita è migliore.
- Altri interpreti: Dominic Deutscher (Cam), Brooke Lee (Carly), Kerith Atkinson (Rita), Rowan Hills (David), Taylor Glockner (Chris), Mikey Wulff (Karl), Emily Robinson (Amaris), Savannah McDaniel (Naia), Summer Robertson (Ava), Milly Walton (Jewel)

## L'appuntamento
- Titolo originale: Trust Issues
- Scritto da: Tony Cavanaugh
- Diretto da: John Hartley

### Trama
Mimmi accetta di uscire con Chris per un appuntamento, ma Ondina è completamente contraria all'idea, così li segue con l'intento di proteggerla, sebbene Weilan cerchi in ogni modo di dissuaderla. Quando la coppia si sta per baciare, Ondina genera un temporale, costringendo Mimmi a fuggire per non farsi scoprire. Più tardi, la ragazza spiega a Weilan di aver rovinato l'appuntamento perché la sua relazione con Erik le ha spezzato il cuore e non vuole che capiti lo stesso anche alla sua amica. Dopo averla consolata Weilan la convince che Mimmi dev'essere libera di prendere le sue decisioni. Nonostante le scuse di Ondina, però, Mimmi sceglie di non proseguire oltre la sua relazione con Chris perché si sente in colpa, dovendogli mentire su chi sia veramente. Intanto, Cam cerca di cambiare l'immagine del bar per renderlo più chic e sofisticato, e organizza una festa formale alla quale nessuno si presenta. Carly lo convince che è meglio lasciare le cose come stanno e rendono l'evento un po' più rilassato, attirando molta gente. Weilan e Ondina fanno sì che Chris e Mimmi si incontrino alla festa per farli tornare insieme. Dopo essersi appartati per discutere tra loro, i due ammettono i reciproci sentimenti e si baciano.
- Altri interpreti: Dominic Deutscher (Cam), Brooke Lee (Carly), Rowan Hills (David), Taylor Glockner (Chris), Mikey Wulff (Karl), Alastair Bruce Wuth (tastierista), Alastair Page (batterista), Matthew Roy Gardener (bassista)

## Il richiamo della sirena
- Titolo originale: Letting Go
- Scritto da: Jo Watson
- Diretto da: John Hartley

### Trama
Mimmi e Zac hanno una visione di una sirena che Mimmi crede essere la loro madre dispersa da tempo, Nerissa, al che Weilan rivela che la donna è sparita dopo aver affrontato una sirena ribelle che minacciava i gruppi del nord e dell'est. Zac e le altre sirene dubitano che Nerissa sia ancora viva, mentre Mimmi è fiduciosa. In seguito, mentre assistono ad una partita di calcio di Chris, l'anello della luna di Mimmi inizia a brillare ed ella si convince che Nerissa stia cercando di comunicare con lei, pertanto si allontana. Tuffatasi in mare, usa i poteri dell'anello per stabilire un contatto con Nerissa, ma così facendo convoca il drago d'acqua, che la insegue fino al canale. Invece di privarla della coda, però, la creatura la risparmia e se ne va. La ragazza decide a malincuore di lasciar perdere, e lei e Zac tengono un piccolo rito funebre in memoria della madre. Nel frattempo, Carly è confusa dall'avere Cam sia come capo che come fidanzato, perciò il ragazzo decide di licenziarsi dalla caffetteria. Più tardi, Mimmi si scusa con Chris per avergli dato buca alla partita, ma lui inizia ad avere dei dubbi sulla loro relazione.
- Altri interpreti: Dominic Deutscher (Cam), Brooke Lee (Carly), Kerith Atkinson (Rita), Taylor Glockner (Chris), Tasneem Roc (Neissa)

## Una scelta difficile
- Titolo originale: Age Before Beauty
- Scritto da: Chris Anastassiades
- Diretto da: John Hartley

### Trama
Ondina è frustrata dal poco interesse dimostrato dalle sue allieve durante le lezioni, così Mimmi mostra alle ragazzine un interessante incantesimo che accelera la crescita degli esseri viventi. Più tardi, però, Weilan scambia gli ingredienti dell'incantesimo per del tè e ne offre un po' a Rita mentre questa si sta preparando per l'esame di riconferma come preside, con il risultato che Rita si ritrova rapidamente invecchiata. Mentre Weilan e Ondina recuperano gli ingredienti per annullare l'effetto prima dell'orario dell'esame, Rita riflette insieme a Mimmi sul suo passato, concludendo che le manca la sua vecchia vita nel mare. Dopo essere tornata all'età che aveva prendendo il contro-incantesimo, Rita supera il suo colloquio, ma decide di licenziarsi per tornare a vivere in mare, e Veridia le offre il posto di Ondina come insegnante delle sirenette.
- Altri interpreti: Dominic Deutscher (Cam), Brooke Lee (Carly), Rowan Hills (David), Kerith Atkinson (Rita), John O'Brien (dottor Blakely), Natalie O'Donnell (Veridia), Emily Robinson (Amaris), Savannah McDaniel (Naia), Summer Robertson (Ava), Milly Walton (Jewel), Barbara Lowing (professoressa Trumble)

## Il bracciale
- Titolo originale: The Legend of Jiao Long
- Scritto da: Sam Carroll
- Diretto da: John Hartley

### Trama
Le sirene, Karl e Chris si recano all'incontro per gli autografi di Rikki Chadwick, che ha scritto un libro sui tesori che ha ritrovato nelle profondità marine. In concomitanza viene organizzata una mostra di alcuni dei manufatti, e un braccialetto ricorda a Weilan la storia del drago Jiaolong. Le sirene si recano così al negozio di antichità di Shen dove, grazie ad un dipinto sulla leggenda di Jiaolong, scoprono che il braccialetto può sconfiggere il drago d'acqua. Sospettando che anche Rikki sia una sirena, le raccontano tutto, ma la donna rifiuta di consegnare l'oggetto che ha faticato tanto per recuperare dai fondali. Intanto, il comportamento di Mimmi insospettisce Chris, che dubita di piacerle davvero. Tentando di trovare una risposta, Chris parla con Zac, che prova, senza successo, a rassicurarlo. Più tardi, le tre sirene reclutano Zac nel furto del braccialetto, ma il colpo fallisce a causa dell'arrivo della polizia. In seguito, Chris affronta Mimmi sulla sua segretezza e, vedendo che la ragazza non gli dice la verità, rompe con lei.
- Altri interpreti: Dominic Deutscher (Cam), Brooke Lee (Carly), Taylor Glockner (Chris), Mikey Wulff (Karl), Alex Pinder (signor Singh), Jon-Claire Lee (zio Shen), Lauren Bennett (reporter), Bradley McMurray (guardia di sicurezza)
- Guest star speciale: Cariba Heine (Rikki Chadwick)

## Scontro finale
- Titolo originale: Homecoming
- Scritto da: Mark Shirrefs
- Diretto da: John Hartley

### Trama
La luna piena si avvicina e il consiglio delle sirene pianifica di liberare il pieno potere della pozza della luna contro il drago. Quando una visione più chiara di Nerissa raggiunge Zac e Mimmi, questi concludono che lo spirito della madre sia il drago e, nonostante supplichino Veridia di utilizzare, piuttosto, il bracciale, la donna rifiuta, temendo che il gruppo possa essere ferito. Ondina e Weilan riescono intanto a convincere Rikki a prestar loro il bracciale, così Mimmi e Zac lo utilizzano per riportare Nerissa alla sua vera forma, mentre le loro amiche distraggono il consiglio. Nerissa racconta che è stata una sirena dell'est a maledirla, e che era rimasta dormiente finché i suoi figli non si erano riuniti. Mentre Zac pondera se informare i suoi genitori adottivi delle sue vere origini, Mimmi rivela a Chris di essere una sirena e i due tornano insieme; Weilan, invece, riceve un anello della luna e decide di tornare a Shanghai per riformare il gruppo dell'est, con Ondina che si offre di aiutarla. Le ragazze invitano anche Rikki ad andarle a trovare, raccomandandole di portare anche le sue amiche sirene.
- Altri interpreti: Dominic Deutscher (Cam), Brooke Lee (Carly), Rowan Hills (David), Kerith Atkinson (Rita), Taylor Glockner (Chris), Tasneem Roc (Nerissa), Alex Pinder (signor Singh), Jon-Claire Lee (zio Shen), Natalie O'Donnell (Veridia), Jessica Louise Stafford (membro del concilio delle sirene #1), Jacqueline Tan  (membro del concilio delle sirene #2)
- Guest star speciale: Cariba Heine (Rikki Chadwick)